# Acontias schmitzi
Espèce
Acontias schmitzi est une espèce de sauriens de la famille des Scincidae.

## Répartition
Cette espèce est endémique de Zambie.

## Description
L'holotype de Acontias schmitzi mesure 190 mm. Cette espèce a la face dorsale sombre et la face ventrale claire. Il s'agit d'un saurien apode.

## Étymologie
Cette espèce est nommée en l'honneur d'Andreas Schmitz, ayant accompagné Wagner sur le terrain en Zambie.

## Publication originale
- Wagner, Broadley & Bauer, 2012 : A New Acontine Skink from Zambia (Scincidae: Acontias Cuvier, 1817). Journal of Herpetology, vol. 46, no 4, p. 494-502.